# Murray Barr
Murray Llewellyn Barr (* 20. Juni 1908 in Belmont (Ontario); † 4. Mai 1995 in London (Ontario)) war ein kanadischer Anatom und Neuro-Histologe. Er ist der Entdecker des Geschlechtschromatins.

## Leben und Werk
Barr, Enkel nordirischer Einwanderer, studierte ab 1920 an der University of Western Ontario mit dem Bachelor of Arts (B.A.) Abschluss 1930, dem M.D. 1933 und dem Master of Science Abschluss 1938. Nach der Promotion zum M.D. arbeitete er zunächst zwei Jahre als Allgemeinarzt, bevor er 1936 an die Universität als Dozent („Instructor“) für Anatomie zurückkehrte, wo er sich auf dem Gebiet der Neuroanatomie spezialisieren wollte. Das wurde vom Wehrdienst im Zweiten Weltkrieg ab 1939 unterbrochen. 1951 wurde er Professor für Anatomie an der University of Western Ontario. Anfangs befasste er sich mit Neuro-Zytologie und der Morphologie und Verteilung von Synapsen im Rückenmark, später mit Anomalien von Geschlechtschromosomen.
1948 entdeckte er (mit seinem Studenten Ewart George Bertram (* 1923)) die nach ihm benannten Barr-Körperchen, inaktivierte X-Chromosomen bei Frauen, und damit zusammenhängend Geschlechts-Chromatin. Die Entdeckung gelang, als Barr der ganz anderen Fragestellung nachging, inwieweit sich vermehrte neuronale Aktivität von Zellen diese strukturell ändert.
Er schrieb ein in angelsächsischen Ländern verbreitetes Lehrbuch der Neuroanatomie und die Zytologie des Nervensystems war einer seiner Forschungsschwerpunkte. Er befasste sich auch mit der Genetik von Geistiger Behinderung, wofür er 1962 den Joseph P. Kennedy Junior Award erhielt. Hier ist das Barr-Shaver-Carr-Syndrom nach ihm und David H. Carr und Evelyn Louise Shaver benannt und das Carr-Barr-Plunkett Syndrom (benannt zusätzlich nach Earl R. Plunkett).
Mit Kollegen entwickelte er einen Mundschleimhautabstrich zur Untersuchung von Chromosom-Defekten (gelegentlich Barr-Test genannt). Er wird bis heute häufig angewandt unter anderem bei Neugeborenen.
Ab Ende der 1960er Jahre befasste er sich hauptsächlich mit Medizingeschichte.
1963 erhielt er den Canada Gairdner International Award. Er war Fellow der Royal Society of Canada und der Royal Society. 1968 wurde er Officer des Order of Canada. 1959 erhielt er die Flavelle Medal der Royal Society of Canada. 1998 wurde er postum in die Canadian Medical Hall of Fame aufgenommen.

## Schriften
- mit E. G. Bertram: A morphological distinction between neurones of the male and female and the behaviour of the nucleolar satellite during accelerated nucleoprotein synthesis. In: Nature. Band 163, (London) 1949, S. 676 f.
- Barr´s The Human Nervous System. An Anatomical Viewpoint, in 9. Auflage von John A. Kiernan fortgeführt, Lippincott Williams and Wilkins, 2008